# Lysandra cuneata
Lysandra cuneata är en fjärilsart som beskrevs av Tutt 1910. Lysandra cuneata ingår i släktet Lysandra och familjen juvelvingar. Inga underarter finns listade i Catalogue of Life.